# Fachklinikum Uchtspringe
Das Fachklinikum Uchtspringe, ehemals Landesheilanstalt Uchtspringe, ist ein von der Salus gGmbH (Betreibergesellschaft für sozialorientierte Einrichtungen des Landes Sachsen-Anhalt) geführtes Krankenhaus im Stendaler Ortsteil Uchtspringe in der Altmark. Es ist als Spezialversorger für Psychiatrie im Krankenhausplan des Landes Sachsen-Anhalt aufgeführt. Es hat 306 Betten.

## Geschichte

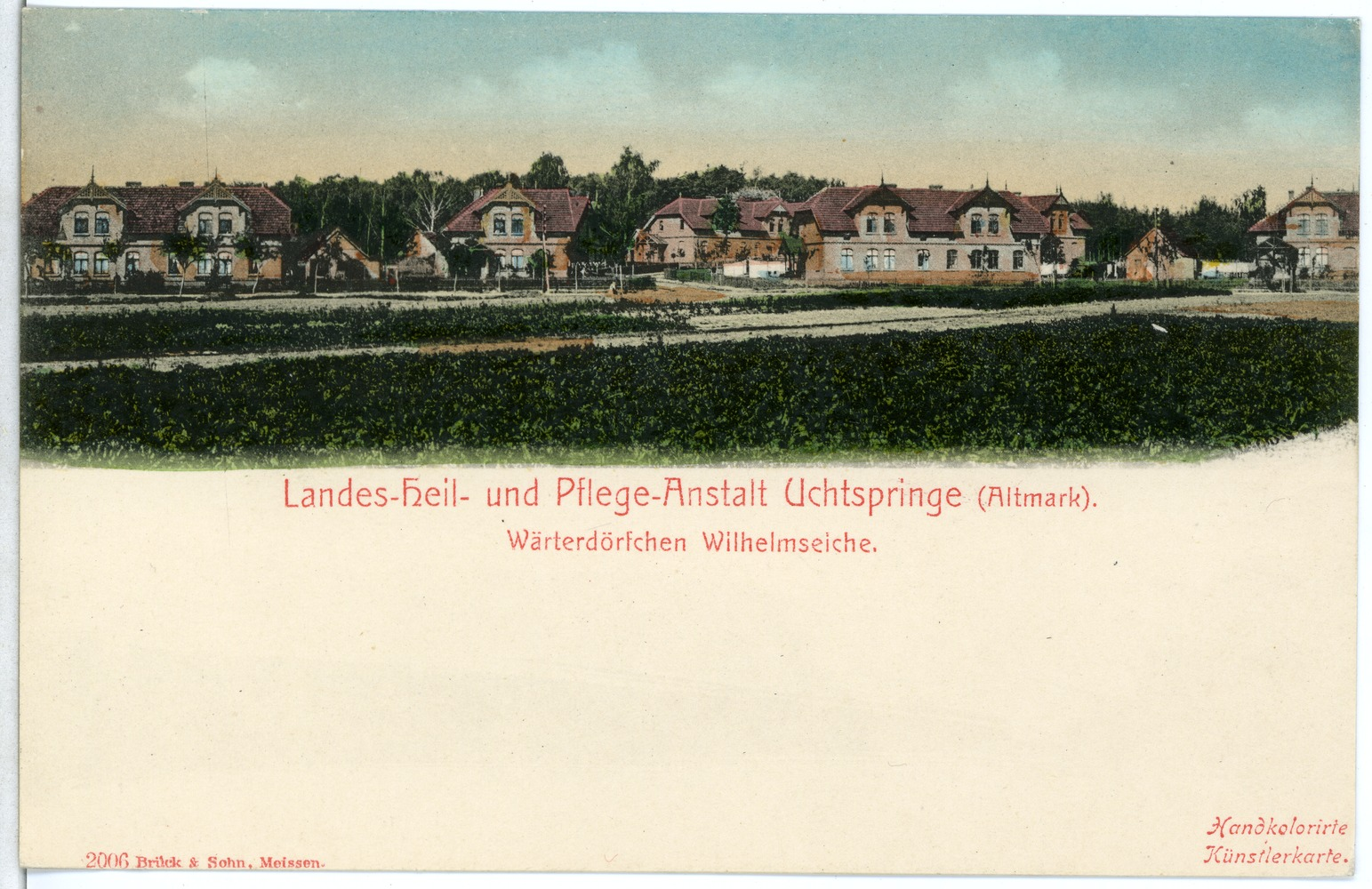
Darstellung aus dem Jahr 1901

Der Landtag der preußischen Provinz Sachsen fasste 1892 den Beschluss, eine neue Heil- und Pflegeanstalt zu erbauen, denn die bestehenden Anstalten in Nietleben bei Halle und Altscherbitz konnten nicht genügend Bedürftige versorgen. Bei der Auswahl des Grundstückes für den Bau ließ man sich „von der Erwägung leiten, dasselbe müsse allen hygienischen Ansprüchen vollauf genügen, vor allem vorzügliche Luft sowie reichliches, gutes Trinkwasser haben und dürfe überdies landschaftlicher Reize nicht entbehren“. Man fand mit dem Gut Modderkuhl bei Börgitz zwischen Stendal und Gardelegen eine Stelle, die diesen Ansprüchen genügte und überdies auch hinsichtlich der Größe und des Preises in Frage kam. Die Fläche bemaß sich auf 200 Hektar, davon 75 Hektar Ackerland, zehn Hektar Wiese und der Rest Wald, Heide und Moor. Für die Errichtung der baulichen Anlagen wurde eine Fläche von 350 Meter × 320 Meter (etwa zwölf Hektar) ausgewählt, die direkt an der Berlin-Lehrter Eisenbahn lag. 1892, bereits zwei Jahre vor Inbetriebnahme der Anstalt, wurde der Bahnhof eingeweiht und damit eine der wichtigsten Bedingungen für den Betrieb der Anstalt realisiert. Als Ersatz für den nicht gut klingenden Namen Modderkuhl (Schlammkuhle) wählte man für den entstehenden Ort und Bahnhof den Namen Uchtspringe, da in unmittelbarer Nähe das Flüsschen Uchte entspringt. Für die Anstalt war der Name Provinzial-Epileptischen- und Blöden-Anstalt vorgesehen, der erste Direktor Konrad Alt wandte sich aber gegen diesen präjudizierenden Ausdruck und so wurde die Bezeichnung Landes-Heil- und Pflege-Anstalt gewählt. Am 1. Oktober 1894 wurde dann die Anstalt durch Konrad Alt eröffnet. Geplant war die Unterbringung von 500 Patienten, eine Erweiterung auf 1000 Patienten war vorgesehen.
Unter der Leitung von Konrad Alt nahm die Entwicklung der Anstalt einen positiven Verlauf. Die Landesheilanstalt Uchtspringe war, wie es in einer 1914 erschienenen Festschrift zum 20. Jubiläum hieß, eine „Heilstätte für alle Formen nervöser und psychischer Erkrankungen, ein Zentrum für die ärztliche und wissenschaftliche Erforschung dieser Krankheiten, eine Stätte, von der weit über die Grenzen Deutschlands hinaus in allen diese Gebiete berührenden Fragen Belehrung und Anregung ausging“.

### Zeit des Nationalsozialismus
Ab 1940 diente die Einrichtung als „Zwischenanstalt“ der „Aktion T4“ für die Tötungsanstalt Brandenburg und die Tötungsanstalt Bernburg. Am 15. August 1941 wurden 196 Patienten der Provinzial-Heil- und Pflegeanstalt Kortau sowie im Februar 1942 349 Patienten der Provinzial-Heil- und Pflegeanstalt Tapiau nach Uchtspringe verlegt. Zudem bestand eine „Kinderfachabteilung“ des Reichsausschuß zur wissenschaftlichen Erfassung von erb- und anlagebedingten schweren Leiden unter Leitung des Direktors Ernst Beese mit den involvierten Tötungsärzten Hermann Wesse, Hildegard Wesse und Gerhard Wenzel seit Juni 1941.

### Nachkriegszeit
1952 starb der Wanderprediger und Lebensreformer gustaf nagel in der Klinik. 
1955 lebten in der Anstalt 1800 Patienten, für die sieben Ärzte bereitstanden. Bis 1997 war die Zahl auf 287 Betten gesunken, bei etwas mehr als 20 Ärzten.
Seit 2001 organisiert die Klinik eine Veranstaltungsreihe unter dem Titel Promis für die Psychiatrie. Mittendrin wir unter der Schirmherrschaft von Herbert Grönemeyer, an der u. a. Günter Grass, Katrin Sass und Manfred Bofinger teilnahmen. Mit der Reihe sollen Vorbehalte gegenüber der Psychiatrie abgebaut werden. Ärztliche Direktorin ist Michaela Poley.
Heute verfügt das Fachklinikum über sechs Kliniken, welche die beiden Landkreise Stendal und Altmarkkreis Salzwedel versorgen, teilweise aber auch überregional zuständig sind. Dazu zählt das Pädagogisch-psychiatrische Zentrum Uchtspringe für Jugendliche und Kinder. Das Klinikum verfügt über 296 vollstationäre Betten (Stand 2014) und betreibt mehrere Außenstellen zur ambulanten Versorgung, unter anderem in Salzwedel, Stendal und Seehausen.

## Sonstiges
Ebenfalls in Uchtspringe befinden sich Pflegeeinrichtungen für Alte und Behinderte sowie das Landeskrankenhaus für Forensische Psychiatrie mit insgesamt 292 Plätzen, darunter 80 Plätze in der Außenstelle Lochow. Sie gehören ebenso zur Salus gGmbH.